# Hareskin
Hareskin (Hare; Kawchodinne, Kancho, Kah-cho-tinneh, K'atchô-gottinè, Kkpayttchare ottiné, Peaux de Lievre, Rabbit Skins, Tä-nä'-tinne, Kawchottine, "people of the great hares"; Zečje-Krzno). -Pleme američkih Indijanaca sa sjevera Kanade u području koje se prostire od Fort Normana na rijeci Mackenzie i od Velikog medvjeđeg jezera pa skoro do Arkltičkog oceana. Pleme sebe naziva imenom Kawchottine od čega su nastali engleski nazivi Hare ili Hareskin (Rabbitskins) i francuski Peaux-de-Lièvres. Eskimi ih nazivaju Nouga a Chipewyani Kkpayttchare ottiné. Jezično pripadaju porodici Athapaskan, i najsrodniji su plemenima Mountain, Bear Lake i Slavey.

## Potplemena
- Chintagottine, ili Katagottine (Kra-tha-go'tinné ili "People among the Hares"), na rijeci Mackenzie sjeverno od Fort Good Hope i između rijeke i Velikog medvjeđeg jezera.
- Etatchogottine, sjeverno i istočno od [Velikog medvjeđeg jezera i na Great Cape.
- Kawchogottine (Kra-cho-go'tinne, "People of the Big Hares"), sjeveroistočno od Fort Good Hope.
- Kfwetragottine, južno od Fort Good Hope duž Mackenzie Rivera.
- Nellagottine (Nne-lla-go'tinné, "People of the End of the World"), na jezeru Simpson i duž Anderson Rivera.
- Nigottine (Nni-o'tinné, ili "People of the Moss"), oni se drže za ogranak Zečje-Krzno-Kawchogottine Indijanaca, na mjestu gdje se izljeva Velika medvjeđa rijeka
- Satchotugottine (Sa-cho-thu-go'tinné "People of Great Bear Lake"), sjeverno od Velikog medvjeđeg jezera

## Povijest
Hare su neveliko pleme, oko 750 pripadnika (1670.); Ross (1858.) izvještava da im je broj iznosi tek 467 duša. Do kontakta s bijelcima dolazi tek kada ih 1789. susreće Alexander Mackenzie. Tek u ranom 19. stoljeću taj kontakt se pojačava 1805. izgradnjom utvrde Fort Good Hope (danas manje naselje)  i 1810. utemeljenjem Fort Normana. 

## Kultura
Hare su podijeljeni po malenim nomadskim bandama uz donju Mackenzie na Sjeverozapadnim Teritorijima u Kanadi. Lov, ribolov i sakupljanje. Karibu, los slatkovodna riba, manja divljač i nešto divljeg bilja osnova su njihove prehrane. Odjeća je bila od krzana životinja koju su hvatali.

## Zečja-Krzna danas
Banda Radeli Ko ili Fort Good Hope Band naslazi se na istočnoj obali Mackenzie broji 586 duša i govore North Slavey i engleski. Nešto Hare Indijanaca živi s pripadnicima bande Inuuvik na delti Mackenzie Rivera zajedno s Eskimima i Kutchin Indijancima. Danas se zanimaju lovom, traperskim lovom, ribolovim a rade i za razne sjeverozapadne kompanije.

## Vanjske poveznice
- Hare Indians